# Horst Weinstock
Horst Weinstock (* 25. Juni 1931 in Lindenberg im Allgäu; † 8. Mai 2013 in Aachen) war ein deutscher Anglist, Sprachwissenschaftler und Hochschullehrer.

## Leben und Wirken
Horst Weinstock studierte Anglistik und Romanistik an der Universität München. Dort legte er 1953/54 bzw. 1961 die beiden Staatsexamen für den höheren Schuldienst ab und promovierte 1957 mit einer Dissertation über „Die dramatische Funktion elisabethanischer Sprichwörter und Sentenzen bei Shakespeare“. Von 1956 bis 1961 war er an dieser Universität als wissenschaftlicher Assistent tätig. 1961 wechselte er an die Universität des Saarlandes in Saarbrücken und arbeitete dort bis 1970 als Akademischer Rat bzw. Oberrat. Im Jahre 1970 habilitierte er sich für Englische Philologie und Literaturwissenschaft. Nach einer Lehrstuhlvertretung an der RWTH Aachen (1969/70) wurde er dort 1970 ordentlicher Professor für Anglistische Historische Sprachwissenschaft und Mediävistik.
Weinstock beschäftigte sich in seinen Arbeiten mit Alt-, Mittel- und Frühneuenglisch und mit dem Werk William Shakespeares. Er gehörte mehreren in- und ausländischen Fachgesellschaften an.

## Veröffentlichungen (Auswahl)
- Die Funktion elisabethanischer Sprichwörter und Pseudosprichwörter bei Shakespeare (= Annales Universitatis Saraviensis, Reihe Philosophische Fakultät, Bd. 6). Winter, Heidelberg 1966 (= teilw. Dissertation Universität München).
- Mittelenglisches Elementarbuch. Einführung, Grammatik, Texte mit Übersetzung und Wörterbuch. de Gruyter, Berlin 1968.
- (Hrsg.): Die englische Literatur in Text und Darstellung. Bd. 2: 16. Jahrhundert. Reclam, Stuttgart 1984, ISBN 3-15-007765-6.
- (Hrsg., mit Wolf-Dietrich Bald): Medieval Studies Conference Aachen 1983 (= Bamberger Beiträge zur englischen Sprachwissenschaft, Bd. 15). Lang, Frankfurt/M. 1984, ISBN 3-8204-5189-7.
- Kleine Schriften. Ausgewählte Studien zur alt-, mittel- und frühneuenglischen Sprache und Literatur. Winter, Heidelberg 2003, ISBN 3-8253-1548-7 (= gesammelte Aufsätze).
- Mehr oder weniger. Sprach-, Geistes- und Kulturgeschichte einer lehrreichen Redensart. Winter, Heidelberg 2010, ISBN 978-3-8253-5719-1.

Außerdem Aufsätze in Fachzeitschriften und Sammelbänden.
Festschrift
- Clausdirk Pollner (Hrsg.): Bright is the ring of words. Festschrift für Horst Weinstock zum 65. Geburtstag (= Abhandlungen zur Sprache und Literatur, Bd. 85). Romanistischer Verlag, Bonn 1996, ISBN 3-86143-050-9.